# Масленица Иаковова поста
Масленица Иаковова поста — армянский церковный праздник предшествующий  Иаковову посту Армянской Апостольской Церкви. Отмечается по традиции в одно из воскресений начала - середины декабря

## Традиции и обычаи
Согласно армянской церковной традиции: Масленица является воспоминанием человеческого счастья, которым наслаждались в своё время Адам и Ева в раю. Человеку, согласно ей же, можно было вкусить все плоды за исключением плода с дерева знания, который символизирует пост идущий за масленицей. Масленица является выражением добродетелей. В этот день люди выходят из траура и начинают радоваться, забывают о страданиях и находят утешение. Каждый христианин смиренностью души, покаянием, постом и с надеждой на милость Бога приступает к Посту
"Масленица Иаковова поста" является армянским церковным праздником , отмечаемым согласно армянской церковной традиции непосредственно в воскресный день перед Иаковым постом,  Праздник обычно выпадает на начало - середину декабря.

## Дата начала
Армянская апостольская церковь в целом живёт по Григорианскому календарю, но общины в диаспоре, на территории церквей, использующих Юлианский календарь, по благословению епископа могут жить и по Юлианскому календарю. То есть календарю не придается «догматического» статуса
| Даты начала "Масленица Иаковова поста" по Григорианскому календарю (по Юлианскому + 13 дней) |                 |
| 11 декабря 2011                                                                              | 9 декабря 2012  |
| 8 декабря 2013                                                                               | 7 декабря 2014  |
| 6 декабря 2015                                                                               | 11 декабря 2016 |
| 10 декабря 2017                                                                              | 9 декабря 2018  |
| 8 декабря 2019                                                                               | 6 декабря 2020  |
| 12 декабря 2021                                                                              | 11 декабря 2022 |
| 10 декабря 2023                                                                              | 8 декабря 2024  |
| 7 декабря 2025                                                                               | 16 декабря 2026 |
| 12 декабря 2027                                                                              | 10 декабря 2028 |
| 9 декабря 2029                                                                               | 8 декабря 2030  |